# Singida (région)
La région de Singida est une région du centre de la Tanzanie.

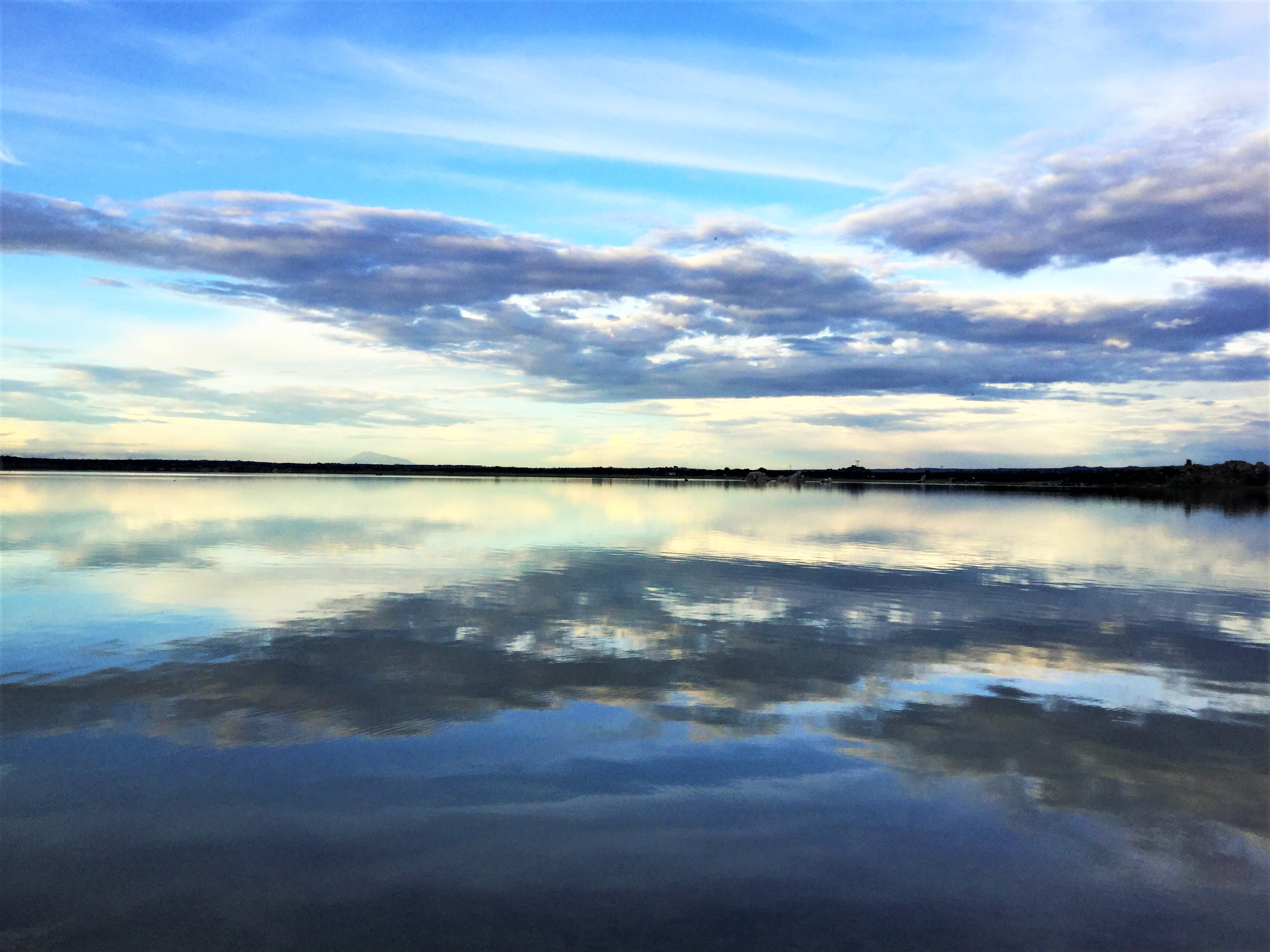
Le lac Singidani dans la région de Singida, Tanzanie

## Localités
- Aghondi dans le district de Manyoni